# Вороничи (дворянский род)
Вороничи (пол. Woronicz) — русско-польский дворянский род.
Род герба Павенза, разделившийся на три ветви. Родоначальник их, Ивашко Воронич, земянин волынский, получил от короля Александра в конце XV века имение Крошно. Василий Александрович Воронич, родоначальник первой ветви, был киевским земским писарем (1610). Из потомков его Ян Павел (1757—1829) был епископом краковским, а затем архиепископом варшавским, сенатором и примасом Царства Польского. Эта ветвь внесена в VI и I части родословной книги Волынской губернии.
Вторая ветвь происходит от Матвея Воронича, писаря городского стародубского, получившего от Сигизмунда III вотчины в Стародубском уезде. Она внесена в I часть родословной книги Минской губернии.
Третья ветвь происходит от ротмистра Александра Воронича, владевшего поместьями в Киевском и Трокском воеводствах. Она внесена в I часть родословной книги Виленской и Ковенской губерний.